# Vizualizace dat

Minardova mapa pohybu Napoleonovy armády v letech 1812–1813 (1869).

Vizualizace dat je proces zkoumání dat a informací po jejich převedení do grafické podoby. Jejím cílem je pochopení zkoumaných jevů a vniknutí do problému. Proto o vizualizaci mluvíme též jako o vizuální analýze dat.
Na rozdíl od prezentační grafiky, která zobrazuje již známé informace, je vizualizace dat prostředkem k poznávání a pochopení dosud neznámých skutečností. Zatímco prezentační grafika je jen prostředkem usnadňujícím komunikaci, vizualizace dat je i prostředkem usnadňujícím vědeckou metodu. Prezentační grafika a vizualizace dat mají společnou vlastnost: názornost.
Patrně jako první použil v letech 1854–1855 vizualizaci dat John Snow. Sestavil mapu rozšíření cholery v Broad Street v Londýně. A následně odhalil zdroj nákazy.
V současnosti jsou pro vizualizaci dat používány počítačové prostředky.